# Küpper-Brauerei

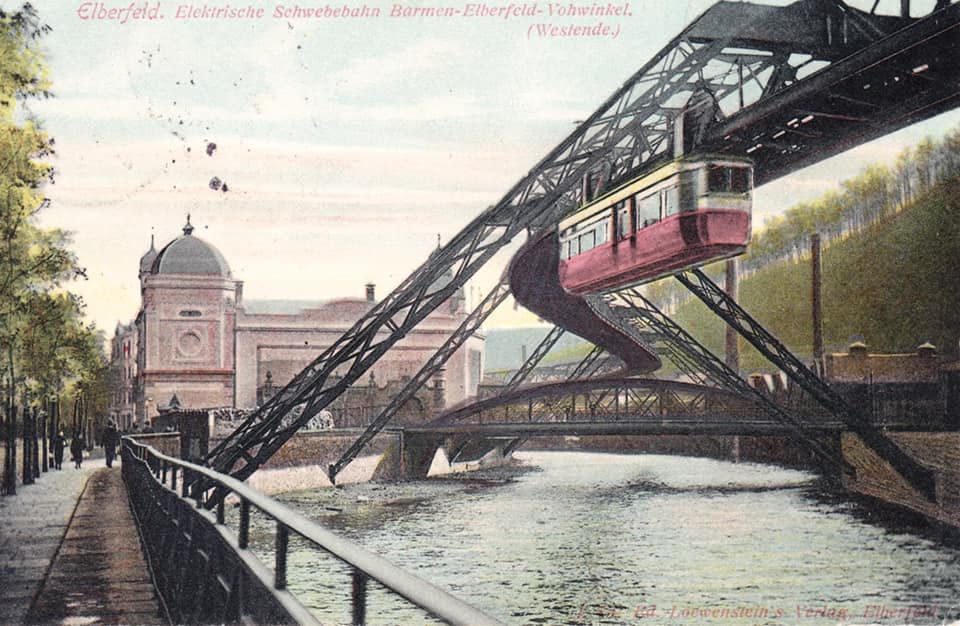
Küpper-Brauerei Anfang der 1900er Jahre

Die Küpper-Brauerei ist ein Gebäudeensemble einer ehemaligen Brauerei im Wuppertaler Stadtteil Elberfeld an der Friedrich-Ebert-Straße.

## Geschichte

Aktie über 1000 RM der Wicküler-Küpper-Brauerei AG vom Juli 1943

### Das Unternehmen Küpper
Die Brauerei mit dem ursprünglichen Standort an der Ronsdorfer Straße wurde von dem Bäcker Johann Christoph Küpper gegründet und bestand seit mindestens 1828. Im Laufe der Unternehmensgeschichte zählte sie neben der konkurrierenden Wicküler-Brauerei zu einer der größten Brauereien im Bereich der Städte Elberfeld und Barmen. 1886 wurde das Unternehmen unter dem Namen Bergischen Brauereigesellschaft in eine Aktiengesellschaft umgewandelt.
In den folgenden Jahren kam das Unternehmen aufgrund einer hohen Exportabhängigkeit in wirtschaftliche Schwierigkeiten. Anfang 1896 machte dann die Wicküler-Brauerei der Firma und der Familie Küpper ein lukratives Übernahmeangebot und es erfolgte der Zusammenschluss zur „Wicküler-Küpper-Brauerei AG“. 1900 wurde der Standort an der Friedrich-Ebert-Straße aufgegeben und das Gebäudeensemble an den Weingroßhändler Peter Himmelmann-Pothmann verkauft.

### Das Unternehmen Peter Himmelmann-Pothmann
Die Weingroßhandlung Peter Wilhelm Richard Himmelmann-Pothmann war seinerzeit die größte und modernste außerhalb der Weinanbaugebiete des Deutschen Reiches.
Das Weinkontor wurde während des Zweiten Weltkrieges erheblich beschädigt. Die Ecktürme sowie das gesamte Dachgeschoss wurden wie auch die kleinen achteckigen Zwillingstürme und die Hauben der Seitenrisalite zerstört. Sie wurden nach dem Krieg nicht oder nur in veränderter Form wieder aufgebaut.
Nach dem Krieg wurden vorübergehend die Patente der Firma Bayer in das Gebäude verbracht und gelagert.

## Heutige Nutzung
Die Nutzung des Gebäudeensembles ist heute unterschiedlich. So befinden sich ein Architekturbüro, eine Designergalerie, ein Atelier und eine Weinhandlung in den Gebäuden. Im Haus Nr. 191 befindet sich ein überregional bekannter Musik-Club, der U-Club.
Das Haus Friedrich-Ebert-Straße 180 wurde renoviert, so dass im zweiten Halbjahr 2009 die Männer-Notschlafstelle von der Markomannenstraße hier hin umziehen konnte.

### Konzept für die Zukunft
Ein Konzept des Architekturbüros sieht bei dem Objekt Friedrich-Ebert Straße 191 eine Rekonstruktion der Turmhauben vor. Diese sind aus einer offenen Konstruktion aus Metall zu erstellen, die während der Nacht als Lichtobjekte dienen sollen. Weiter soll das Dachgeschoss ausgebaut werden und durch Dachfenster, sowie Fenster an den Seitenwänden, zusätzliches Licht in das Gebäude bringen.

## Die Gebäude

### Friedrich-Ebert-Straße 180
- Geographische Lage: 51° 14′ 56,2″ N, 7° 7′ 21,5″ O

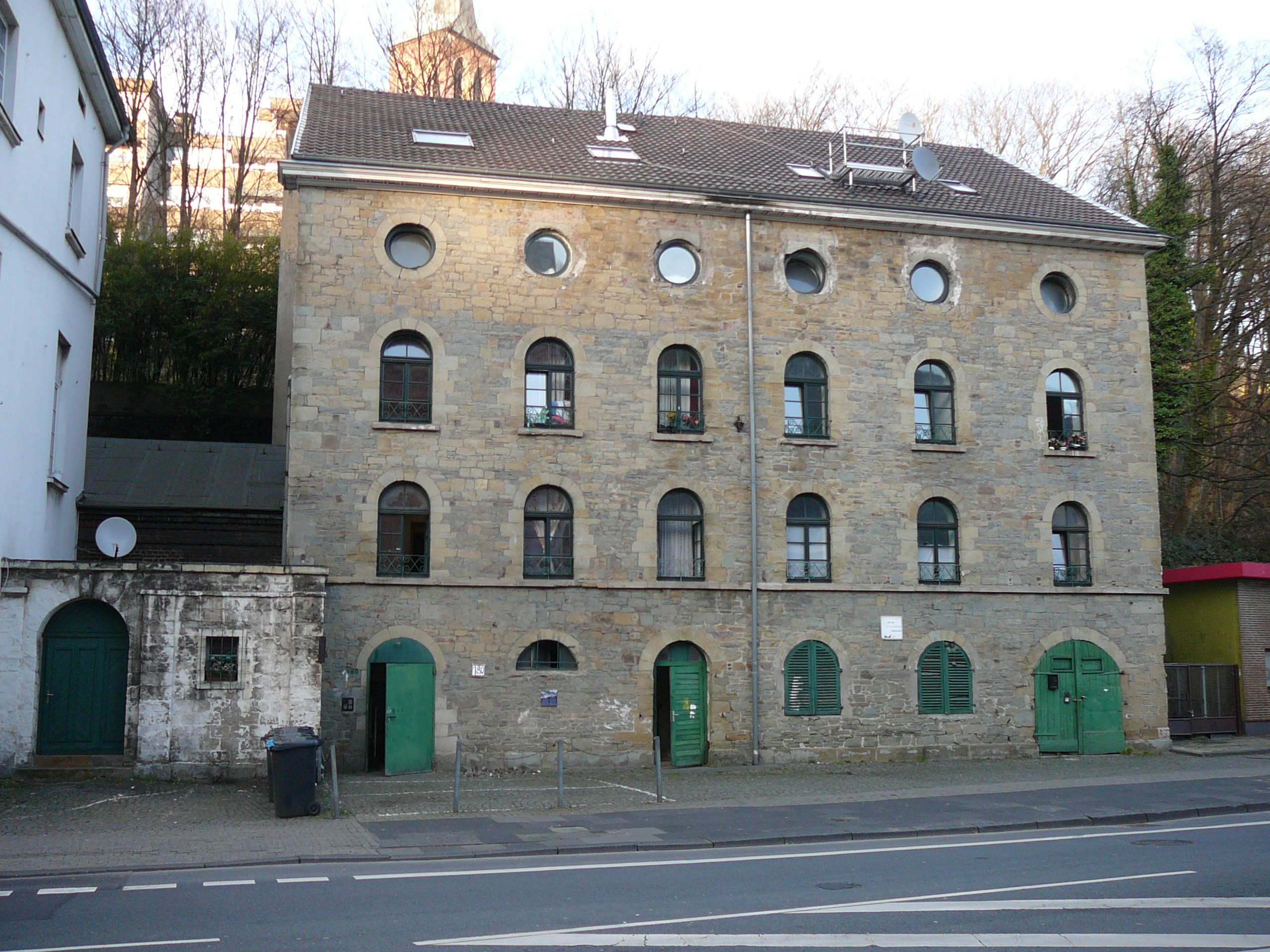
Friedrich-Ebert-Straße 180

Das Lagergebäude, Friedrich-Ebert-Straße 180, wurde für den Brauereibesitzer Gustav Küpper zwischen 1847 und 1868 gebaut. Im Erdgeschoss des vierstöckigen Haus befanden sich die Pferdeställe und die Wagenremise. Die Kutscherwohnung lag im Obergeschoss, die weiteren Geschosse wurden als Lagerräume genutzt. Von den Geschossen wurden zwecks Bierkühlung Stollen in den Hang des angrenzenden Nützenbergs getrieben. Das in klassizistischem Stil errichtete Gebäude ist mit gegliederter und geschlämmter Bruchsteinfassade ausgestattet. Die drei unteren Geschosse haben Rundbogenfenster, das dritte Obergeschoss hat kreisrunde Fenster, wie sie auch an den Ecken des Hauses zu finden sind. Die Rundbogenfenster sind mit schmiedeeisernen Brüstungsgittern ausgestattet. Das Gebäude ist mit einem eingeschossigen Zwischentrakt mit dem Gebäude Friedrich-Ebert-Straße 182 verbunden.
Am 18. September 1987 wurde das Gebäude unter Baudenkmalschutz gestellt.

### Friedrich-Ebert-Straße 182
- Geographische Lage: 51° 14′ 56″ N, 7° 7′ 20,1″ O

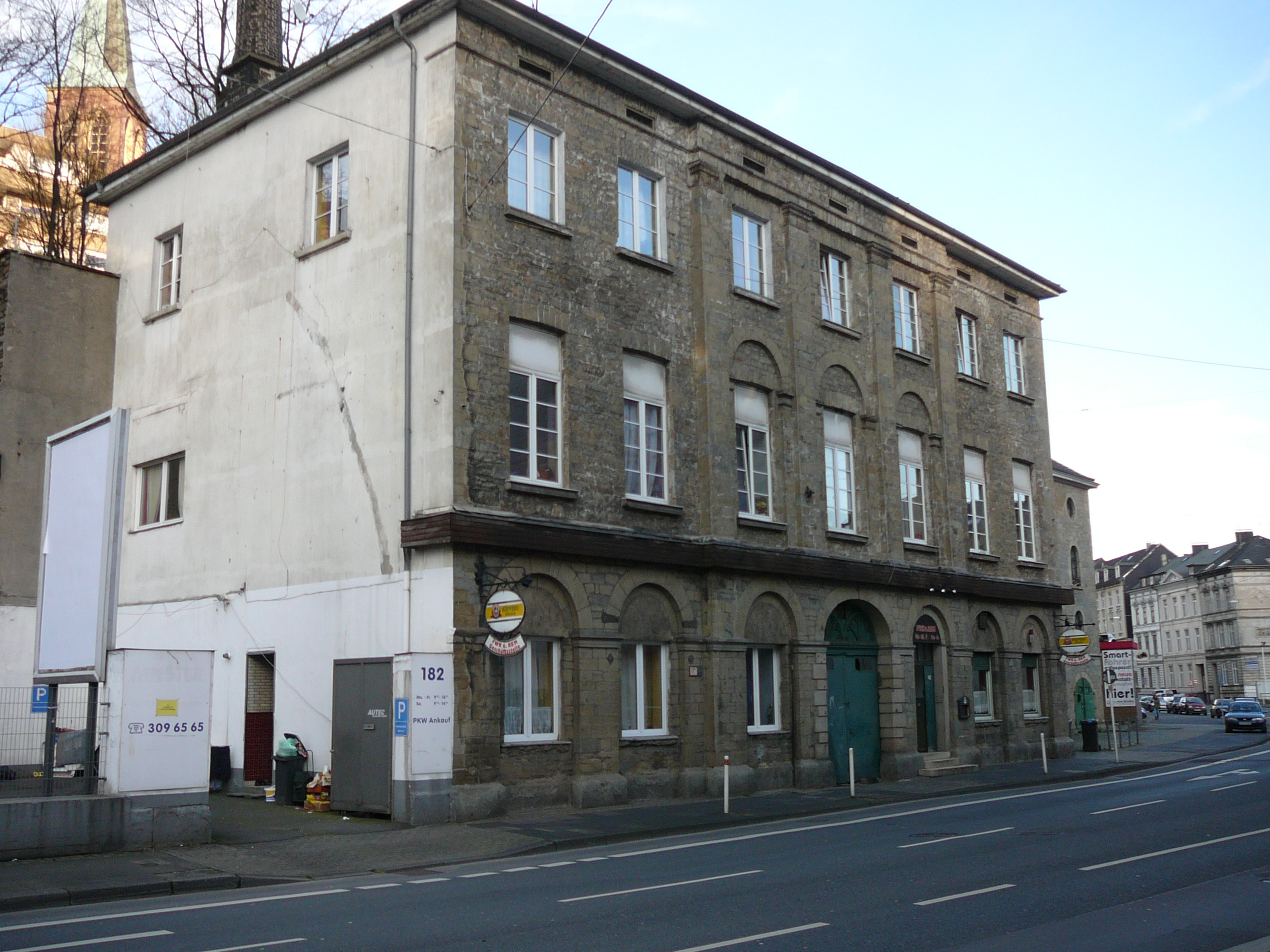
Friedrich-Ebert-Straße 182

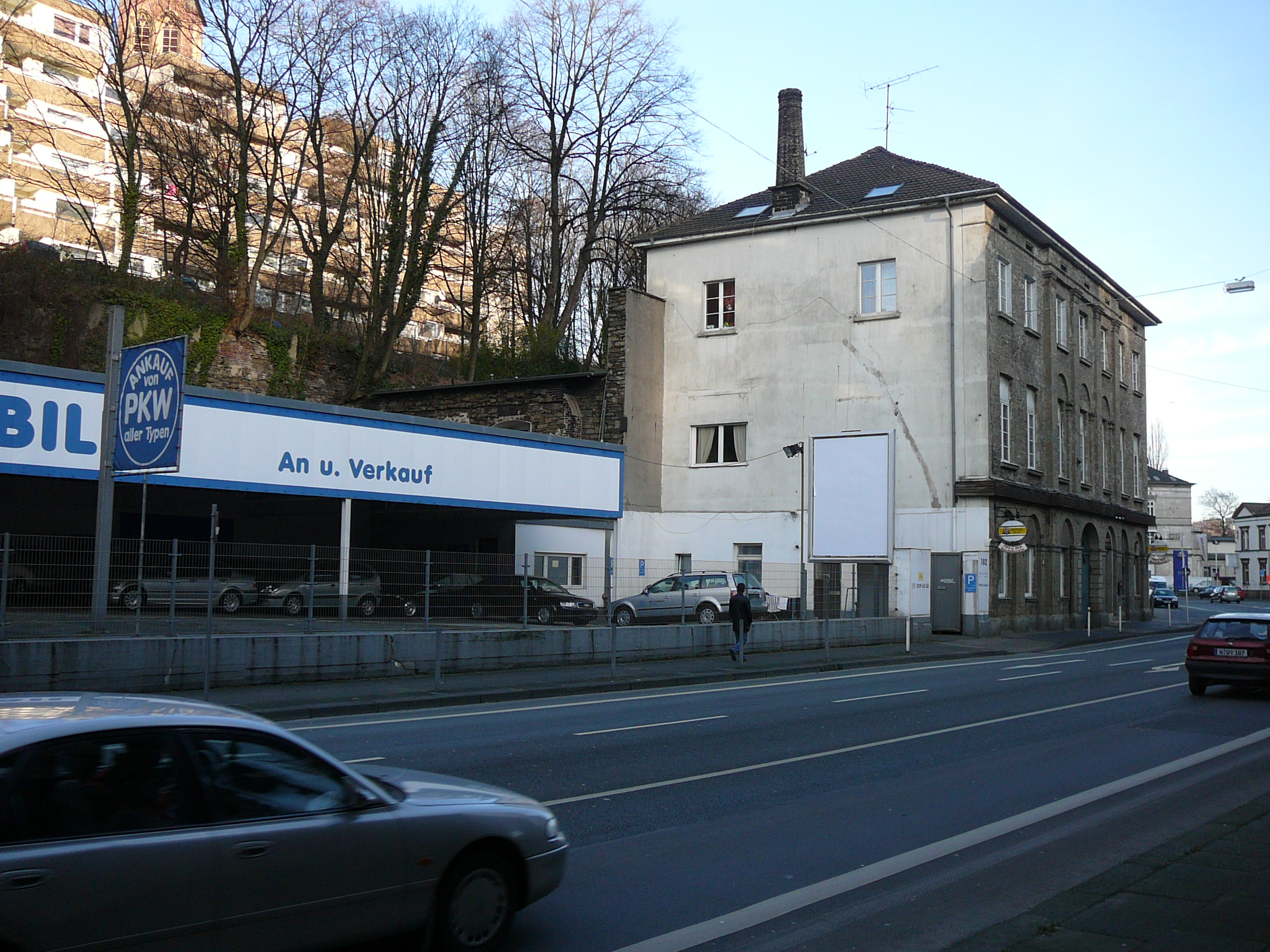
Der Standort des mittlerweile niedergelegten Brauerei- und Mälzereigebäudes

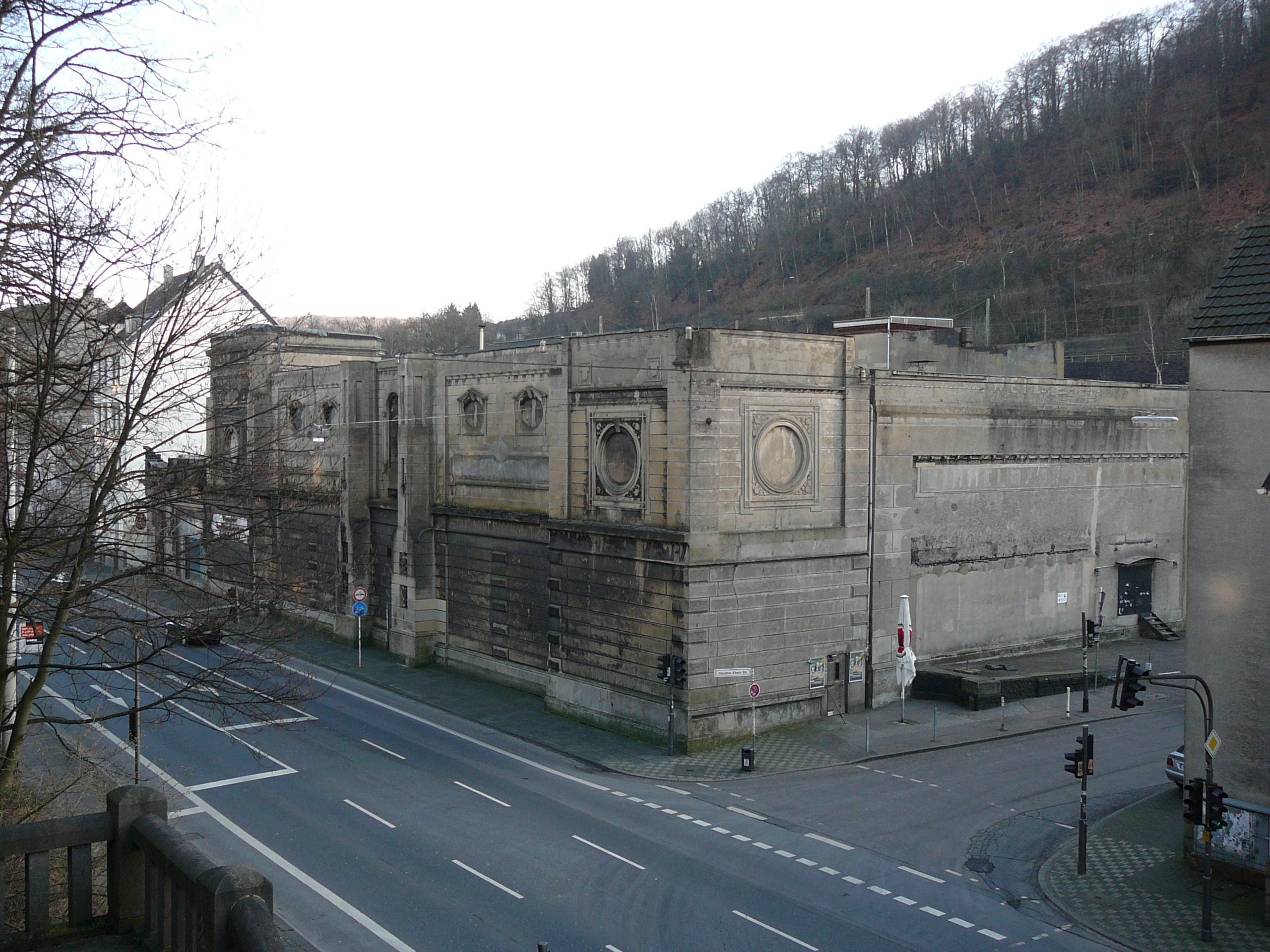
Friedrich-Ebert-Straße 191

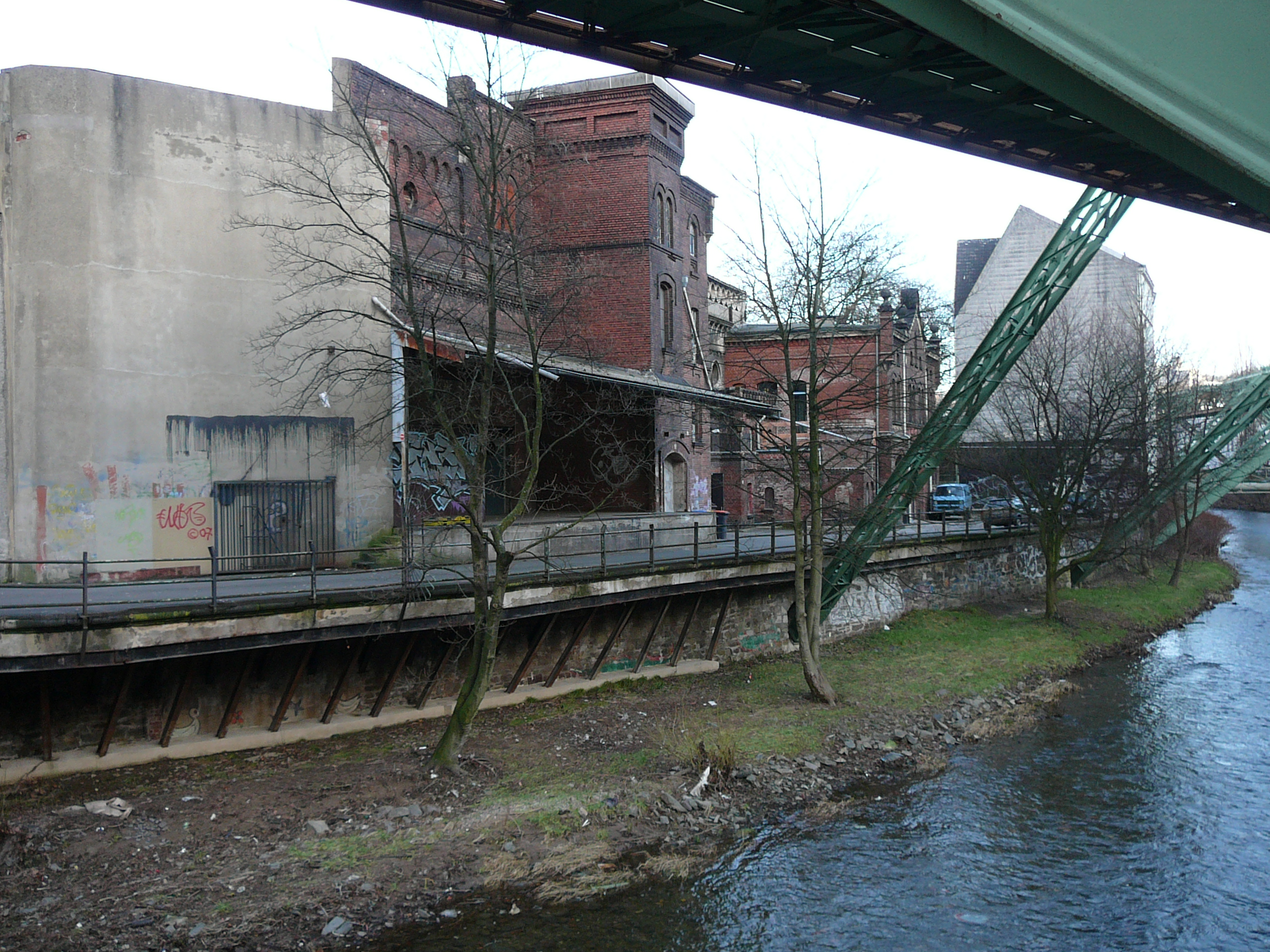
Rückseite von Friedrich-Ebert-Straße 191

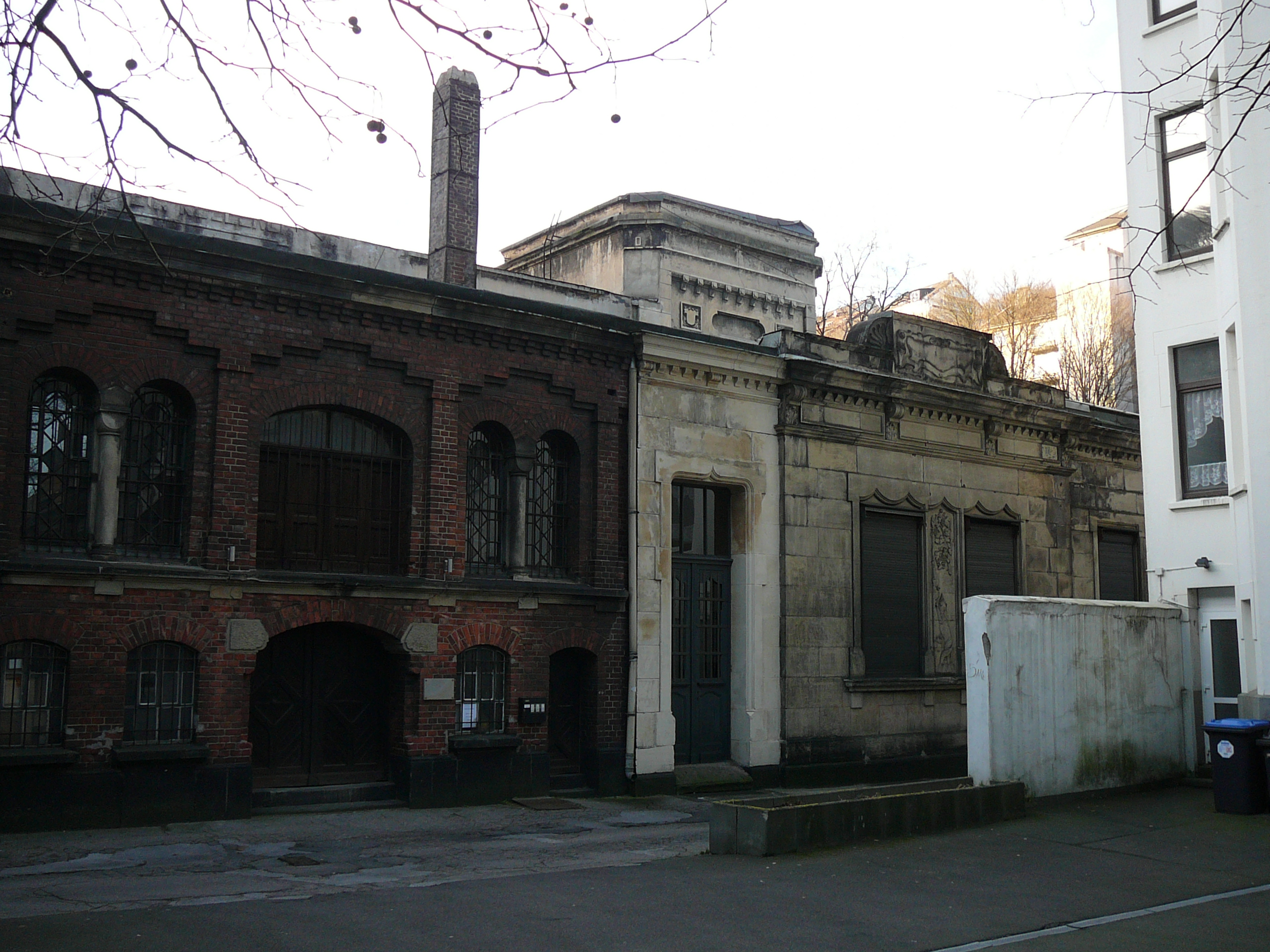
Hofseite von Friedrich-Ebert-Straße 191

Das dreigeschossige Gebäude Friedrich-Ebert-Straße 182, das mit einem zusätzlichen Mezzaningeschoss ausgestattet ist, wurde für Gustav Küpper zwischen 1847 und 1868 gebaut. Die gegliederte Natursteinfassade besteht aus einem dreiachsigen Mittelrisalit mit Rundbogenfenstern im Erdgeschoss und erstem Obergeschoss und weist ebenfalls klassizistische Stilformen auf. Das Gebäude mit Walmdach, das als Wohn- und Geschäftshaus genutzt wurde, ist mit dem Haus Friedrich-Ebert-Straße 180 durch einen Zwischentrakt an der östlichen verputzten Giebelfassade verbunden. Der eingeschossige in Bruchstein gemauerte Zwischentrakt weist ein Rundbogentor auf. An der westlichen Giebelfassade befand sich eine Schmiedeesse mit gefugtem Ziegelmauerwerk und war für die Behufung der Brauereipferde und Bereifung der Bierfässer erforderlich. Ursprünglich lag westlich noch ein Brauerei- und Mälzereigebäude, das ebenfalls über einen Zwischentrakt verbunden war. Dieses inzwischen abgebrochene Brauereigebäude war wiederum zwecks Betriebserweiterung durch einen Tunnel unter der Friedrich-Ebert-Straße mit dem Bierkeller Friedrich-Ebert-Straße 191 verbunden. In diesem Haus wird heute eine Gaststätte betrieben.
Am 18. September 1987 wurde das Gebäude unter Baudenkmalschutz gestellt.

### Friedrich-Ebert-Straße 191
- Geographische Lage: 51° 14′ 55″ N, 7° 7′ 16,8″ OKoordinaten: 51° 14′ 55″ N, 7° 7′ 16,8″ O

Das ein- bis zweigeschossige größere Gebäude, Friedrich-Ebert-Straße 191, wurde als Büro- und Lagergebäude genutzt. Es besteht aus zwei älteren Bauten, einem vor 1868 errichteten Bau an der östlichen Seite sowie dem zweigeschossigen als Bierkeller-Lager genutzten Bau, der 1872 errichtet wurde. 1900 wurden bei dem Eigentümerwechsel die Bauten durch einen eingeschossigen Bau verbunden.
Die Straßenseite zur Friedrich-Ebert-Straße und zur Hofeinfahrt besteht aus einer Werksteinfassade im gotisierenden Stil mit Dekor. Der zweigeschossige Bau zur Hofseite ist mit einer Backsteinfassade im Stil der Neo-Renaissance ausgestattet und besitzt ein Flachdach mit Oberlicht. Dieser Bau ist mit einem vierachsigen Mittelrisalit, flachen Stufengiebeln und angedeuteten Eckwarten versehen. Das Lagergebäude auf der westlichen Seite, das ursprünglich errichtet wurde, um untergäriges Bier zu lagern, hat bis zu zwei Meter starke Außenwände und hielt dadurch eine gleichbleibende niedrige Temperatur und war einer der ersten künstlichen Kühlkeller.
Versehen ist die gegliederte Putzfassade mit historistischen Stilformen in Quaderputz und Quaderputzecken. Mittig sind am Dachfirst kleine achteckige Zwillingstürme angebracht. Die Ecken zur Straßenseite waren ursprünglich mit Kugelknaufspitzen versehen, die jeweils noch eine Fahnenstange hatten – sie wurden nach dem Zweiten Weltkrieg nicht mehr restauriert. Das Lagergebäude, das Assoziationen an einem Maurischen Palast weckt, war mit dem inzwischen abgetragenen Mälzerei und Brauerei auf der anderen Straßenseite mit einem Tunnel verbunden.
Mit dem neuen Besitzer Peter Himmelmann-Pothmann wurden zahlreiche Umbauten am Gebäude vorgenommen. So wurde ein eingeschossiger Verbindungsanbau zu den Büroräumen an der Straßenseite vorgenommen sowie ein zweigeschossiger Anbau an der Hofseite erstellt. Aus bacchantischen Motiven wurde die Fassade dekoriert. Das Innere des Weinkontors ist bestimmt durch den 4000 m² Musterkeller mit Gewölbekellern, die teilweise über fünf Etagen gingen. Die Büroräume präsentieren sich mit ihrer Holztäfelung, mit Putz in einer Marmorstruktur und Cordsamtbespannung der Wände heute noch weitergehend im Originalzustand im Stil des frühen 20. Jahrhunderts. Eine Galerie mit schmiedeeisernem Geländer befindet sich in der ehemaligen Versandhalle.
Am 20. April 1989 wurde das Gebäude unter Baudenkmalschutz gestellt.

## Sonstiges
Die Fernseh-Komödie Schwer verknallt (2003) von Josh Broecker mit Matthias Koeberlin und Katrin Filzen in den Hauptrollen wurde zum großen Teil am Gebäudeensemble der Küpper-Brauerei und in dem Gebäude gedreht.
Weitere Filmarbeiten im Gebäude:
- „Nichts bereuen“ mit Daniel Brühl
- „Stan Becker“ mit Heinz Hönig
- „Cattolica“
- „Stahlzittern“ Film von Philipp Roth und Toni Kurtin
- „Robbi, Tobbi und das Fliewatüüt“ Spielfilm 2016[7]
- „Fallen“ Film von Kevin Frilet mit dem Tanztheater Wuppertal und Prada
- „Die Unsichtbaren“ Spielfilm 2017[7]
- „Die neue Zeit“  Arte/ZDF, sechsteilige Fernsehserie 2019 von Lars Kraume